# Międzynarodowa Federacja Badmintona
Międzynarodowa Federacja Badmintona (BWF ang. Badminton World Federation) – międzynarodowa organizacja sportowa zrzeszająca narodowe związki badmintona. Obecnie szefem organizacji jest Poul-Erik Høyer Larsen. 

## Historia
Organizacja została założona w 1934, jako International Badminton Federation przez przedstawicieli dziewięciu krajów: Anglii, Danii, Francji, Holandii, Irlandii, Kanady, Nowej Zelandii, Szkocji, Walii i Włoch, od tego czasu liczba członków wzrosła do 165. 24 września decyzją walnego zgromadzenia zmieniono nazwę na Badminton World Federation.   
Od chwili powstania siedzibą organizacji było miasto Cheltenham w Wielkiej Brytanii, ale 1 października 2005 została przeniesiona do Kuala Lumpur.

## Federacje regionalne

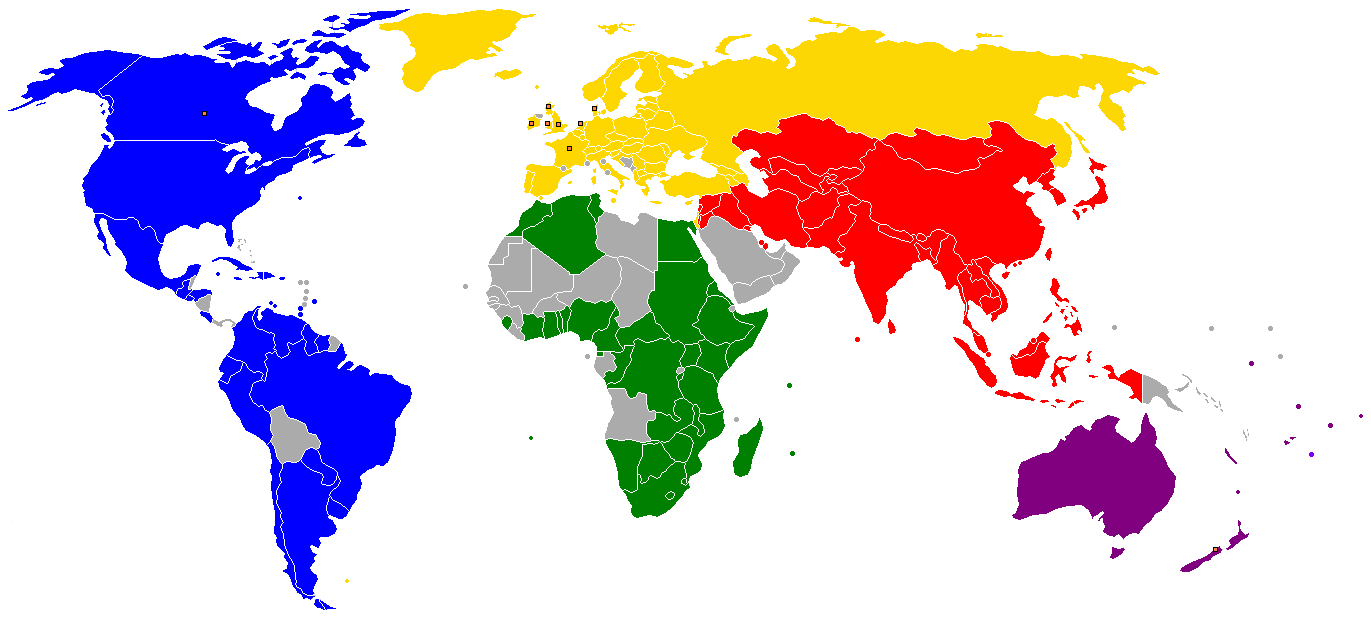
Federacje regionalne zrzeszone w BWF

|         | Region  | Federacja                         | Skrót   | Członków |
| ------- | ------- | --------------------------------- | ------- | -------- |
|         | Azja    | Badminton Asia Confederation      | BAC     | 41       |
|         | Europa  | Badminton Europe                  | BE      | 51       |
|         | Ameryka | Badminton Pan Am                  | BPA     | 33       |
|         | Afryka  | Badminton Confederation of Africa | BCA     | 36       |
|         | Oceania | Badminton Oceania                 | BO      | 14       |
| Łącznie | Łącznie | Łącznie                           | Łącznie | 175      |

## Prezydenci IBF i BWF
| Lp. | Lata        | Nazwisko               | Kraj             |
| --- | ----------- | ---------------------- | ---------------- |
| 1   | 1934 – 1955 | George Alan Thomas     | Wielka Brytania  |
| 2   | 1955 – 1957 | J. Plunkett-Dillon     | Irlandia         |
| 3   | 1957 – 1959 | R. Bruce Hay           | Wielka Brytania  |
| 4   | 1959 – 1961 | A. C. J. van Vossen    | Holandia         |
| 5   | 1961 – 1963 | J. D. M. McCallum      | Irlandia         |
| 6   | 1963 – 1965 | N. P. Kristensen       | Dania            |
| 7   | 1965 – 1969 | D. L. Bloomer          | Wielka Brytania  |
| 8   | 1969 – 1971 | H. F. Chilton          | Wielka Brytania  |
| 9   | 1971 – 1974 | Ferry A. Sonneville    | Indonezja        |
| 10  | 1974 – 1976 | S. Wyatt               | Wielka Brytania  |
| 11  | 1976 – 1981 | S. Mohlin              | Szwecja          |
| 12  | 1981 – 1984 | C. C. Reedie           | Wielka Brytania  |
| 13  | 1984 – 1986 | P. E. Nielsen          | Dania            |
| 14  | 1986 – 1990 | I. D. Palmer           | Nowa Zelandia    |
| 15  | 1990 – 1993 | A. E. Jones            | Wielka Brytania  |
| 16  | 1993 – 2001 | Lu Shengrong           | Chiny            |
| 17  | 2001 – 2005 | Korn Dabbaransi        | Tajlandia        |
| 18  | 2005 – 2013 | Kang Young Joong       | Korea Południowa |
| 19  | 2013 –      | Poul-Erik Høyer Larsen | Dania            |